# پاپ فیلتر

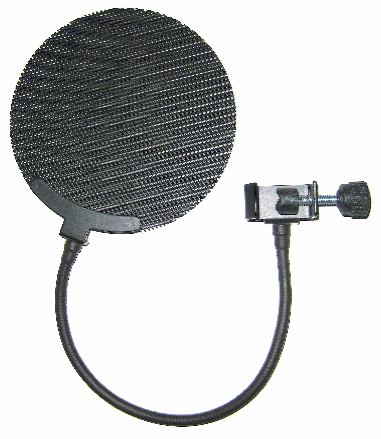
یک پ‌گیر

پ‌گیر، پت‌گیر یا پاپ فیلتر (انگلیسی: Pop filter) یک فیلتر حفاظت نوفه (نویز) برای میکروفون است که معمولاً در استودیو ضبط استفاده می‌شود. این فیلتر مقداری زیادی از ضیط صداهای ناشی از تلفظ انفجاری حرف «پ» در طول گویندگی را کاهش می‌دهد.